# Yigoga sureyae
Yigoga sureyae är en fjärilsart som beskrevs av Hans Rebel 1933. Yigoga sureyae ingår i släktet Yigoga och familjen nattflyn. Inga underarter finns listade i Catalogue of Life.